# Codex Falkensteinensis

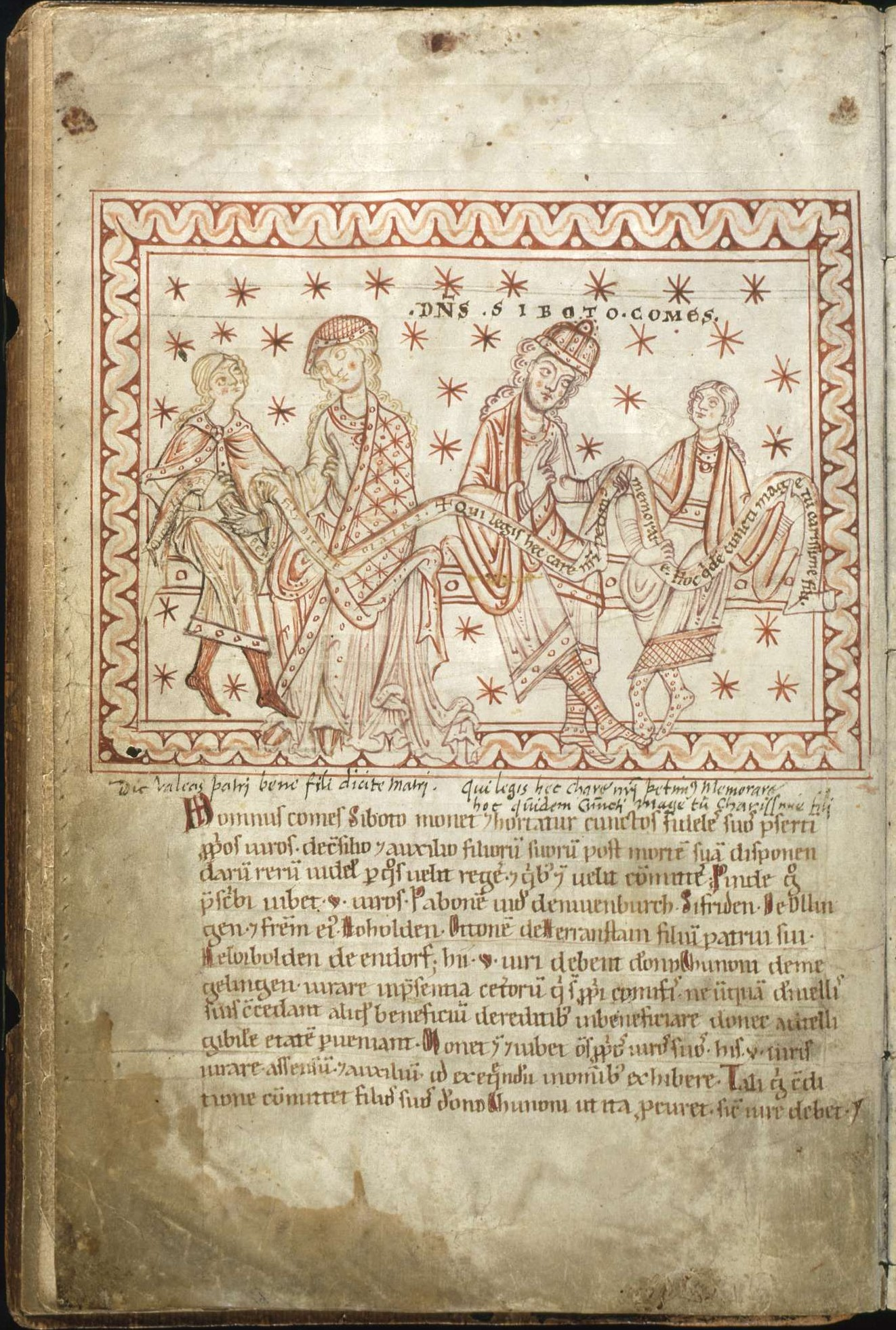
Grafenfamilie in der Handschrift

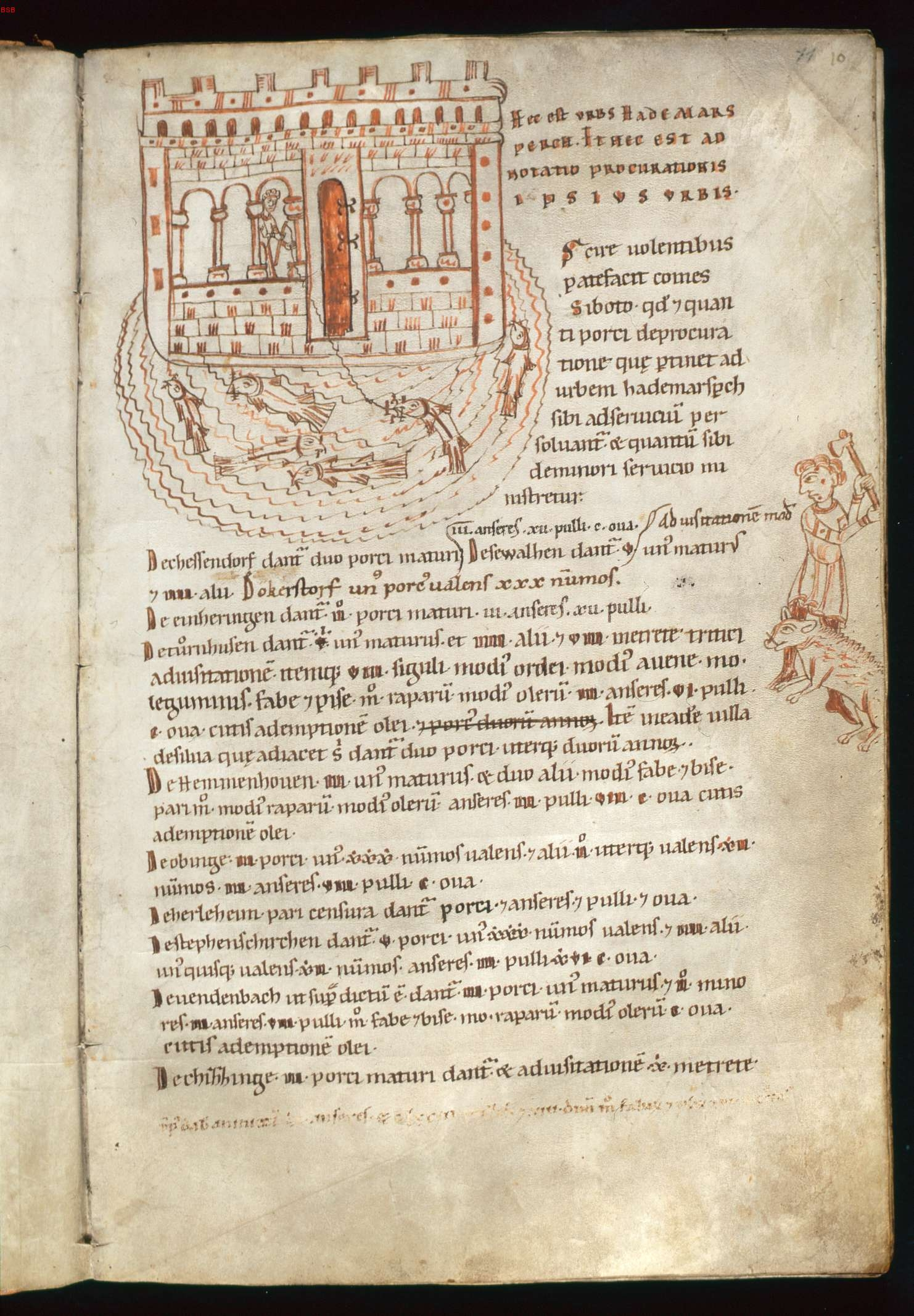
Burg Hartmannsberg mit im Wassergraben angelndem Bewohner

Der Codex Falkensteinensis (auch Codex diplomaticus Falkensteinensis oder Falkensteiner Codex) ist eine bedeutende mittelalterliche Handschrift. Das Stiftbuch wurde 1166 als Urbar und Lehensverzeichnis von Kanonikern des Stifts Herrenchiemsee auf Veranlassung der Grafen von Neuburg-Falkenstein verfasst. Das Werk, das auf der Falkensteiner Burg Neuburg bei Vagen entstand, gilt als einzig erhaltenes Traditionsbuch einer weltlichen Herrschaft aus der Stauferzeit. Das Original der lateinischen Fassung befindet sich im Bayerischen Hauptstaatsarchiv in München. Eine zweite mittelhochdeutsche Version ist nicht erhalten.

## Historische und rechtliche Bedeutung
In dem auf Latein verfassten Falkensteiner Codex sind Besitzungen der Herren von Neuburg-Falkenstein aufgeführt, die in dieser Zeit außer den Kernlanden im Inntal und im Tal der Großen Vils weite Ländereien zwischen dem oberbayerischen Mangfalltal, dem heutigen Südtirol und Niederösterreich umfassten.
Siboto IV. ließ die Schrift vor seiner Teilnahme am vierten Italienfeldzug Friedrich Barbarossas verfassen, um die Besitzverhältnisse für seine unmündigen Kinder zu sichern, falls er auf der Reise umkommen sollte.
Neben der erhaltenen lateinischen Version gab es auch eine deutsche Fassung, die von mehreren älteren Autoren zitiert wurde. Die zweite Falkensteiner Handschrift ist jedoch seit dem Ende des 17. Jahrhunderts verschollen.
Der Falkensteiner Codex enthält Regelungen zur vormundschaftlichen Betreuung der Kinder des Grafen und eine Aufstellung der Passivlehen und des Allodialbesitzes des Falkensteiner Geschlechts. Nachträge jüngeren Datums umfassen Einträge über verschiedenartige Rechtsgeschäfte, Ertragslisten und familiengeschichtliche Notizen.
Eine Besonderheit stellt die Abschrift eines geheimen Briefes Sibotos IV. an seinen niederösterreichischen Dienstmann Ortwin von Merkenstein dar, in dem er diesen anweist, seinen Feind Rudolf von Piesting zu eliminieren. Es geht aus dem Wortlaut des Schreibens nicht sicher hervor, ob Siboto einen Mord oder eine Blendung in Auftrag gegeben hat. Es ist letztlich auch nicht klar, ob Sibotos Mordbrief echt ist und die Tat womöglich ausgeführt wurde oder ob es sich um eine Fälschung zum Zwecke der Verunglimpfung Sibotos handelt. Schließlich besteht auch noch die Möglichkeit, dass der Brief tatsächlich von Siboto verfasst, aber einbehalten wurde, um als Druckmittel für seine niederösterreichischen Verwandten zu dienen.

## Kunstgeschichtliche Aspekte
Der Falkensteiner Codex ist mit Illustrationen und Miniaturen ausgestattet, die vom Übergang von der byzantinischen Malweise zur europäisch-mittelalterlichen Buchmalerei geprägt sind.
Der Beginn der Handschrift ist mit einer bildlichen Darstellung der Grafenfamilie illustriert, die den Grafen Siboto IV., seine Gattin Hildegard von Mödling und die Söhne Kuno und Siboto V. darstellt und als eines der ältesten Familienbilder gilt. In vier weiteren knapp halbseitigen Miniaturen sind in rot und braun die Burgen der Familie dargestellt: fol. 2v die Neuburg, fol. 6v Falkenstein, fol. 11 Hartmannsberg (Hademarsberg) und fol. 14 Hernstein in Niederösterreich. Hinzu kommen zahlreiche Randillustrationen von Tieren und Bauern.